# Willem van Erp
Willem Hollander van Erp (Leeuwarden, 16 september 1865 – De Bilt, 8 februari 1953) was een Nederlands klarinettist, gespecialiseerd op de es-klarinet.
Hij was zoon van kleermaker Dirk Bonifacius Hollander van Erp en Christina Lucia Smedine. Zelf was hij getrouwd met Ymke Godhelp en Antoinette Susanna Stijger. Hij werd begraven op de Algemene Begraafplaats te Zeist.
Hij kreeg zijn viool- en klarinetlessen van Peter Wedemeijer en later van Gottfried Mann. Hij ging spelen in het Tivoli-orkest in Utrecht. In 1893 werd hij uit 50 sollicitanten gekozen tot opvolger van diezelfde Mann kapelmeester van het orkest van het vierde regiment infanterie in Leiden. Mann zou voor hem nog een "Concert voor esklarinet en harmonieorkest" schrijven. Met het orkest nam hij deel aan diverse concoursen en in 1905 de eerste prijs haalde tijdens een concours in Tilburg. In 1915 ging hij met pensioen. Tot aan zijn door bleef hij betrokken bij de muziek, bijvoorbeeld als dirigent van harmonieorkesten rondom Bussum en het orkest van de genie in Utrecht. Ook zat hij in tal van jury’s van muziekconcoursen.
In aanvulling op genoemde werkzaamheden trad hij op als klarinetsolist in den lande. Van zijn hand verscheen een aantal composities voor militaire en harmonieorkesten. Bovendien arrangeerde hij muziek naar de harmoniemuziek toe. Zijn Maskeradewals is opgedragen aan het orkest bestaande uit Leidse studenten.
- International Standard Name Identifier: 0000 0003 9684 308X
- Nederlandse Thesaurus van Auteursnamen: 167920707
- Virtual International Authority File: 291855937
- WorldCat: E39PBJd3JD3rGhHQwvdC3GjjYP